# ريغوئية (كوه بنج)
ريغوئية (بالفارسية: ریگوئیه) هي قرية تقع في إيران في البلدة المركزية.